# 사회주의학생동맹
사회주의학생동맹(일본어: 社会主義学生同盟 샤카이슈기가쿠세이도메이[*]), 약칭 사학동(社学同)은 1958년 결성된 일본 신좌파 학생조직이다. 일본반전학생동맹(반전학동)의 후신이며, 공산주의자동맹(공산동, 일명 분트)의 하부조직이었다. 상급단체인 공산동의 분열에 따라 사학동 역시 분열을 반복했다.
사학동의 전신인 반전학동은 1950년 결성되었으며, 일본공산당에서 제명된 학생당원들이 주축을 이루었다(전국위원장 나카무라 미츠오). 1958년 반전학동은 발전적 해소를 거쳐 사학동으로 재편되었고, 나카무라가 초대 위원장으로 유임되었다. 그해 말 공산동이 결성되자 그 하부 조직으로서 공산동 계열 학생회가 되었다. 강령 제1항은 “전쟁과 착취와 억압의 원인인 제국주의에 반대하고 노동자계급의 해방투쟁을 지지하며 일본과 세계에서 사회주의 실현을 위해 투쟁”함이었다.
1960년 제1차 공산동 분열 때 사학동 역시 분열하여 일부는 혁명적공산주의자동맹 전국위원회 계열의 마르크스주의학생동맹으로 합류했지만, 일부 대학에서는 재건공산동(제2차 공산동)에 합류했다. 1968년 제2차 공산동이 분열하자 재건사학동도 다시 분열, 사학동전국위원회파(통일파)와 사학동ML파로 분열되었고, 또 각각 분열하여 통일파는 관동파와 관서파(적군파의 전신), ML파는 학생해방전선(SEL)을 형성했다.

## 참고 자료
- 「わかりやすい極左・右翼・日本共産党用語集 三訂」（警備研究会、立花書房、2008年）p146